# About.com
About.com este un site web, care oferă articole și video-uri despre diverse subiecte. Site-ul este vizitat lunar de aproximativ 90 de milioane de utilizatori.

Logo-ul anterior

About.com a fost achiziționat de către New York Times în februarie 2005, care mai târziu și-a anunțat planurle de a vinde site-ul companiei IAC, proprietara Ask.com și a rețelei Reference.com, pentru circa 300 de milioane $.